# Caitlin Snow
Caitlin Snow (* 25. Januar 1982 in Freeport als Caitlin Anne Shea-Kenney) ist eine ehemalige US-amerikanische Triathletin und Ironman-Siegerin (2008, 2015).

## Werdegang
Im Alter von acht Jahren begann Caitlin Shea-Kenney mit dem Schwimmsport und mit elf Jahren startete sie für das US-amerikanische Nationalteam.
Mit 13 Jahren startete sie bei ihrem ersten Triathlon. Seit September 2003 startet sie als Profi-Triathletin. 2003 und 2004 startete sie bei den Triathlon-Weltmeisterschaften in der Klasse U23, konnte diese beiden Rennen aber nicht beenden. 2006 musste sie verletzungsbedingt pausieren.
2008 siegte sie auf der Langdistanz beim Ironman in Lake Placid (3,86 km Schwimmen, 180,2 km Radfahren und 42,195 km Laufen).
Seit Juli 2008 ist sie verheiratet und startete seitdem als Caitlin Snow.
Im Oktober 2013 belegte Snow den sechsten Rang im Ironman Hawaii. 2014 konnte sie sich zum fünften Mal für einen Startplatz bei den Ironman World Championships auf Hawaii qualifizieren.
Im Juni 2015 holte sie sich beim Ironman France ihren zweiten Ironman-Sieg.
Seit 2015 tritt Caitlin Snow nicht mehr international in Erscheinung.

## Sportliche Erfolge
| Datum/Jahr    | Rang | Wettbewerb                            | Austragungsort   | Zeit     | Bemerkung                                         |
| ------------- | ---- | ------------------------------------- | ---------------- | -------- | ------------------------------------------------- |
| 23. Aug. 2015 | 2    | Ironman 70.3 Bintan                   | Bintan           | 04:26:49 |                                                   |
| 31. Mai 2015  | 3    | Ironman 70.3 Raleigh                  | Raleigh          | 04:21:06 |                                                   |
| 10. Aug. 2014 | 1    | Steelhead Ironman 70.3                | Benton Harbor    | 04:18:17 |                                                   |
| 13. Apr. 2014 | 1    | Ironman 70.3 Florida                  | Orlando          | 04:13:37 | Siegerin mit neuem Streckenrekord                 |
| 16. März 2014 | 3    | Ironman 70.3 Monterrey                | Monterrey        | 04:15:17 |                                                   |
| 4. Aug. 2013  | 1    | Steelhead Ironman 70.3                | Benton Harbor    | 04:13:53 |                                                   |
| 19. Aug. 2012 | 2    | Ironman 70.3 Timberman                | New Hampshire    | 04:21:00 |                                                   |
| 8. Juli 2012  | 1    | Ironman 70.3 Rhode Island             | Narragansett     | 03:54:29 | [ 1 ]                                             |
| 1. Apr. 2012  | 4    | Ironman 70.3 Texas                    | Galveston Island | 04:22:03 |                                                   |
| 21. Aug. 2011 | 2    | Ironman 70.3 Timberman                | New Hampshire    |          | Zweite, hinter Chrissie Wellington                |
| 15. Mai 2011  | 1    | Ironman 70.3 Florida                  | Orlando          | 04:22:31 |                                                   |
| 19. März 2011 | 3    | Ironman 70.3 San Juan                 | San Juan         | 04:20:33 | Dritte, während ihr Mann Tim den 20. Rang belegte |
| 11. Juli 2010 | 3    | Ironman 70.3 Rhode Island             | Narragansett     | 04:30:58 |                                                   |
| 2009          | 3    | Ironman 70.3 St. Croix                | Saint Croix      | 04:40:44 |                                                   |
| 9. Mai 2004   | DNF  | ITU Triathlon U23 World Championships | Madeira          | –        |                                                   |
| 6. Dez. 2003  | DNF  | ITU Triathlon U23 World Championships | Queenstown       | –        | Triathlon-Weltmeisterschaft                       |

| Datum/Jahr    | Rang | Wettbewerb            | Austragungsort | Zeit     | Bemerkung |
| ------------- | ---- | --------------------- | -------------- | -------- | --- |
| 28. Juni 2015 | 1    | Ironman France        | Nizza          | 09:24:50 | |
| 29. März 2015 | 9    | Ironman South Africa  | Port Elizabeth | 09:55:03 | |
| 12. Okt. 2013 | 6    | Ironman Hawaii        | Hawaii         | 09:10:12 | |
| 23. Juni 2013 | 2    | Ironman Coeur d’Alene | Idaho          | 09:28:36 | Zweite in Idaho – mit neuer persönlicher Bestzeit                                                               |
| 13. Okt. 2012 | 9    | Ironman Hawaii        | Hawaii         | 09:36:18 | |
| 19. Mai 2012  | 2    | Ironman Texas         | The Woodlands  | 09:01:32 | |
| 8. Okt. 2011  | 9    | Ironman Hawaii        | Hawaii         | 09:18:11 | mit der drittschnellsten Laufzeit für die Marathon-Distanz (2:53:51 Stunden) bei der Ironman World Championship |
| 26. Juni 2011 | 2    | Ironman Coeur d’Alene | Idaho          |          | [ 4 ] |
| 9. Okt. 2010  | 8    | Ironman Hawaii        | Hawaii         | 09:26:42 | |
| 25. Juli 2010 | 2    | Ironman USA           | Lake Placid    |          | |
| 1. Mai 2010   | 3    | Ironman St. George    | St. George     | 10:07:26 | [ 5 ] |
| 26. Juli 2009 | 2    | Ironman USA           | Lake Placid    | 09:41:21 | hinter der Tschechin Tereza Macel                                                                               |
| 20. Juli 2008 | 1    | Ironman USA           | Lake Placid    | 09:51:00 | Sieg vor ihren Landsfrauen Kim Loeffler und Hillary Biscay                                                      |

(DNF – Did Not Finish)